# Pietra Dubrawa
Pietra Dubrawa (ros. Петра Дубрава) – osiedle typu miejskiego w Rosji, w obwodzie samarskim, w rejonie wołżskim. W 2010 liczyło 6453 mieszkańców.